# Arcidiecéze Ravenna-Cervia
Arcidiecéze Ravenna-Cervia (latinsky Archidioecesis Ravennatensis-Cerviensis) je římskokatolická metropolitní arcidiecéze v italské oblasti Emilia-Romagna, která tvoří součást Církevní oblasti Emilia-Romagna.  V jejím čele stojí arcibiskup Lorenzo Ghizzoni, jmenovaný papežem Benediktem XVI. v roce 2012.

## Stručná historie
Oblast Ravenny byla zřejmě evangelizována již od počátků křesťanství, diecéze vznikla zřejmě na počátku 3. století. Tradice však mluví jako o prvním biskupovi o sv. Apolináři, martyrizovaném v době vlády Vespasiana. Diecéze měla své sídlo v ravennském přístavu Classis, a to až do roku 402, kdy se Ravenna stala císařským sídlem a hlavním městem Impéria. Již papež Celestýn I. ji povýšil na metropolitní arcidiecézi, prvním metropolitou byl sv. Petr Chrysolog. 
Diecéze Cervia vznikla v 6. století, od roku 1909 byla spojena s Ravennou in persona episcopi, od roku 1947 jsou spojeny aeque principaliter a od roku 1986 plena unione. 